# Sigøjnerblod
Sigøjnerblod er et album fra 1987 af Lis Sørensen.

## Albummets sange
1. "Husk De Kys" - 3:58
2. "Sommerens Sidste Sang" - 1:40
3. "Brug For Dig" - 3:53
4. "Tro Flytter Bjerge" - 4:42
5. "Skibet Sejler Nu" - 3:40
6. "Sigøjnerblod" - 4:49
7. "Alting Tar sin tid" - 4:35
8. "Under Dække" - 4:06
9. "Hvis Du Vil" - 4.57